# Craig Newmark
Craig Newmark (ur. 6 grudnia 1952 w Morristown) – amerykański przedsiębiorca, programista i filantrop, twórca serwisu ogłoszeniowego craigslist. W 2020 roku jego majątek był szacowany na 1,3 mld USD.

## Życiorys
Ukończył studia licencjackie i magisterskie na Case Western Reserve University w latach odpowiednio 1975 i 1977. Pracował następnie jako programista, był związany z przedsiębiorstwami Bank of America, Charles Schwab Corporation, IBM i Sun Microsystems. W 1995 roku założył serwis ogłoszeniowy craigslist. W 2005 roku został uwzględniony na liście Time 100.
Założyciel fundacji Craig Newmark Philanthropies.

## Życie prywatne
Syn Lee i Joyce. Zamieszkał w San Francisco. W 2012 roku poślubił Eileen Whelpley.